# Gonioctena kidoi
Gonioctena kidoi es una especie de insecto coleóptero de la familia Chrysomelidae.
Fue descrita científicamente en 1998 por Takizawa & Daccordi.